# Univerza za glasbo in uprizoritvene umetnosti Gradec
glej tudi Univerza za glasbo in uprizoritvene umetnosti Dunaj
Univerza za glasbo in uprizoritvene umetnosti Gradec (nemško: Universität für Musik und darstellende Kunst Graz ali tudi Umetniška univerza, nem. Kunstuniversität, kratica KUG) je glasbena in umetniška univerza s sedežem v avstrijskem Gradcu. Sedanje ime je univerza dobila leta 1970, vendar sega vse od ustanovitve Singschule leta 1816.

## Zgodovina
Leta 1963 je bil Konservatorij dežele Štajerske nadgrajen v zvezno državno ustanovo - v Akademijo za glasbo in uprizoritvene umetnosti v Gradcu. Njen prvi (ustanovni) predsednik je bil med letoma 1963 in 1971 muzikolog in skladatelj Erich Marckhl (Celje, 1902–1980, Gradec) Leta 1970 je bil sprejet Zakon o organizaciji Akademije za umetnost, ki je spremenil Akademijo v Visoko šolo za glasbo in uprizoritvene umetnosti v Gradcu. Za prvega rektorja je bil leta 1971 izvoljen Friedrich Korcak.
Od leta 1983 ima univerza pravico do podeljevanja akademskih naslovov. Od leta 1986 je na univerzi možen tudi doktorski študij. Prva slovesna promocija doktorantov je potekala junija 1991.
Svoje sedanje ime je KUG dobila leta 1998, ko je bil sprejet Zvezni zakon o organizaciji umetniških univerz in so bile vse avstrijske umetniške visoke šole preimenovane v univerze.
V zimskem semestru 2018/2019 je bilo na univerzi vpisanih 1925 rednih študentov in 315 izrednih študentov. Delež žensk je bil 47 %. Delež neavstrijskih študentov je bil med 50 in 60 %.
Od leta 1989 organizira univerza na vsaka tri leta Mednarodno tekmovanje komorne glasbe Franza Schuberta in modernejše glasbe.

### Rektorji
- 1963–1971: Erich Marckhl (ustanovni predsednik)
- 1971–1979: Friedrich Korcak (prvi izvoljeni rektor)[1]
- 1979–1987: Otto Kolleritsch
- 1987–1991: Sebastian Benda
- 1991–2007: Otto Kolleritsch
- 2007–2012: Georg Schulz
- 2013–2014: Robert Höldrich (izvršni prorektor, vmesno obdobje)
- 2014–2018: Elisabeth Freismuth
- od oktobra 2018: Eike Straub (izvršni prorektor, vmesno obdobje)
- od 1. marca 2020: Georg Schulz[4][5]

Oktobra 2018 je bila napovedana vrnitev Georga Shulza na mesto rektorja. Zaradi nasprotovanja delovne skupine za vprašanja enakosti zaradi suma diskriminacije rektorke Freismuth, ki je med postopkom še vedno opravljala funkcijo rektorke, je namesto Schulza rektorat začasno prevzel izvršni prorektor Eike Straub.

## Struktura univerze
Univerza je razdeljena na 17 inštitutov:
- 1: Kompozicija, glasbena teorija, zgodovina glasbe, dirigiranje
- 2: Klavir
- 3: Godala, brenkala
- 4: Pihala in tolkala
- 5: Glasbena pedagogika
- 6: Cerkvena glasba in orgle
- 7: Petje, pesem in oratorij
- 8: Jazz
- 9: Drama
- 10: Opera
- 11: Scensko oblikovanje
- 12: Oberschützen
- 13: Etnomuzikologija
- 14: Glasbena estetika
- 15: Zgodnja glasba in izvedbena praksa
- 16: Jazz raziskave
- 17: Elektronska glasba in akustika

## Področja študija na univerzi
- Dirigiranje: zbor glasbena gledališka spremljava, orkester ter pedagogika zborovskega dirigiranja
- Instrumentalna (vokalna) pedagogika: klasična glasba, jazz in ljudska glasba
- Instrumentalne študije: klasika, stara glasba, uprizoritvena praksa v sodobni glasbi
- Jazz
- Katoliška in evangelistična cerkvena glasba
- Kompozicija in glasbena teorija: kompozicija, kompozicija-glasbeno gledališče, glasbena teorija ter pedagogika kompozicije in glasbene teorije
- Komunikacija, mediji, oblikovanje zvoka in interakcij (v sodelovanju z Univerzo uporabnih znanosti Joanneum)
- Muzikologija (v sodelovanju z Univerzo v Gradcu)
- Petje: petje, koncertno petje, glasbeno gledališče, uprizoritvena praksa v sodobni glasbi
- Računalniška glasba
- Scensko oblikovanje
- Umetniško-znanstveni doktorski študij
- Uprizarjajoča umetnost / drama
- Usposabljanje učiteljev: poučevanje glasbene vzgoje, instrumentalno glasbeno izobraževanje ter tehnično in tekstilno oblikovanje
- Znanstveni doktorski študij
- Zvočni inženir-elektrotehnik (v sodelovanju s Tehniško univerzo v Gradcu)

## Častni člani univerze
- Joseph Marx, avstrijski skladatelj (1963)
- Henri Gagnebin, švicarski skladatelj (1963)
- Johann Nepomuk David, avstrijski skladatelj (1963)
- Karl Böhm, avstrijski dirigent (1964)
- Frank Martin, švicarski skladatelj (1966)
- Zoltán Kodály, madžarski skladatelj (1966)
- Egon Wellesz, avstrijsko-britanski skladatelj (1968)
- Darius Milhaud, francoski skladatelj (1968)
- Luigi Dallapiccola, italijanski skladatelj (1969)
- Ernst Moravec, avstrijski violinist (1969)
- Ernst Krenek, ameriški skladatelj avstrijskega rodu (1969)
- Alfred Brendel, avstrijski pianist (1981)
- Andrés Segovia, španski kitarist (1985)
- Gundula Janowitz, nemška pevka (1986)
- Jenö Takacs, avstrijski pianist (1987)
- Christa Ludwig, nemška pevka (1988)
- György Ligeti, madžarski skladatelj (1989)
- Nikolaus Harnoncourt, avstrijski dirigent in muzikolog (1995)
- Art Farmer, ameriški jazz glasbenik (1998)
- Hans Werner Henze, nemški skladatelj (1999)
- Josef „Joe“ Zawinul, avstrijski jazz pianist (2002)
- Otto Kolleritsch, rektor emeritus univerze (2004)
- Sheila Jordan, ameriška jazz glasbenica (2015)

## Častni doktor
- Phil Collins, britanski bobnar in pevec (2019)[8]

## Eminentni profesorji univerze
- Ida Bieler, violinistka
- Dena DeRose, jazz pevka
- Andreas Dorschel, filozof
- Julius Drake, pianist
- Beat Furrer, skladatelj
- Gerd Kühr, skladatelj
- Boris Kuschnir, violinist
- Silvia Marcovici, violinistka
- Markus Schirmer, pianist
- Erik Werba, klavirska spremljava

## Ugledni alumni
- Peter Simonischek (* 1946), avstrijski igralec
- Marjana Lipovšek (* 1946), slovenska operna pevka
- Wolfgang Böck (* 1953), avstrijski igralec
- August Schmölzer (* 1958), avstrijski igralec
- Fabio Luisi (* 1959), italijanski dirigent
- Martin Kušej (* 1961), avstrijski režiser
- Petra Morzé (* 1964), avstrijska igralka
- Marion Mitterhammer (* 1965), avstrijska igralka
- Klaus T. Steindl (* 1966), avstrijski režiser in scenarist
- Natalia Ushakova (* 1969), rusko-avstrijska operna pevka
- Andreas Großbauer (* 1974), avstrijski violinist
- Andreas Kiendl (* 1975), avstrijski igralec
- Nenad Vasilić (* 1975), avstrijski jazz kontrabasist in skladatelj srbskega rodu
- Annette Dasch (* 1976), nemška operna pevka
- Andrea Wenzl (* 1979), avstrijska igralka
- Christoph Luser (* 1980), avstrijski igralec
- Christian Bakanic (* 1980), avstrijski harmonikar
- Christoph Pepe Auer (* 1981), jazz saksofonist
- Elisabeth Breuer (* 1984), avstrijska pevka
- Sascha Hois (* 1986), avstrijski pozavnist
- Mirga Gražinytė-Tyla (* 1986), litovska dirigentka
- Benjamin Morrison (* 1986), novozelandski violinist
- Alina Pinchas (* 1988), uzbekistanska violinistka

## Slovenci na univerzi
Na univerzi se je šolalo in se šola več Slovencev, predvsem jazzistov, za katere je univerza ena najbližjih možnosti za pridobitev izobrazbe za jazz glasbenika, saj Akademija za glasbo v Ljubljani tedaj še ni imela oddelka za jazz. Med bolj znanimi Slovenci, ki so obiskovali univerzo, so Edvard Holnthaner, Tone Janša, Andrej Arnol, Engelbert Rodošek, Tomaž Šegula, Renato Chicco, Matevž Smerkol, Lojze Krajnčan, Dejan Pečenko, Dominik Krajnčan, Slavko Avsenik mlajši, Ratko Divjak, Milko Lazar, Marjana Lipovšek, Peter Mihelič, Kristina Oberžan, Marko Petrušič, Emil Spruk, Tadej Tomšič, David Jarh, Rok Štirn, Oto Vrhovnik, Matjaž Mikuletič, Klemen Repe, Adam Klemm, Aleš Rendla, Aleš Kersnik, ...
Na univerzi oz. visoki šoli je delovalo tudi več slovenskih predavateljev:
- Janez Gregorc - med letoma 1965 in 1976 je predaval jazz kompozicijo in aranžiranje
- Edvard Holnthaner - med letoma 1971 in 2010 je predaval jazz trobento
- Milan Ferlež - med letoma 1974 in 1976 je predaval jazz kitaro
- Tone Janša - med letoma 1988 in 2004 je predaval dodatne predmete
- Nada Žgur - med letoma 1993 in 2006 je predavala jazz petje
- Dejan Pečenko - med letoma 1995 in 2003 je predaval jazz klavir
- Renato Chicco - od leta 2004 predava jazz improvizacijo